# Đội tuyển bóng đá bãi biển quốc gia Uruguay
Đội tuyển bóng đá bãi biển quốc gia Uruguay đại diện Uruguay ở các giải thi đấu bóng đá bãi biển quốc tế và được điều hành bởi AUF, cơ quan quản lý bóng đá ở Uruguay.

## Đội hình hiện tại
Chính xác tính đến 2015
Ghi chú: Quốc kỳ chỉ đội tuyển quốc gia được xác định rõ trong điều lệ tư cách FIFA. Các cầu thủ có thể giữ hơn một quốc tịch ngoài FIFA.
| Số | VT | Quốc gia | Cầu thủ            |
| -- | -- | -------- | ------------------ |
| 1  | TM |          | Gustavo Sebe       |
| 6  | HV |          | Fabricio Vallarino |
| 11 | HV |          | Gonzalo Rosa       |
| 3  | HV |          | Diego Pastoriza    |
| 5  | TV |          | Pampero            |
| 4  | TĐ |          | Richard Catardo    |

| Số | VT | Quốc gia | Cầu thủ               |
| -- | -- | -------- | --------------------- |
| 2  | HV |          | Germán Parrillo       |
| 8  | TV |          | Martin Diaz           |
| 9  | TĐ |          | Ricardo Martinez      |
| 10 | TĐ |          | Matías Isaías Cabrera |
| 7  | TĐ |          | Marcelo Capurro       |
| 12 | TM |          | Leandro Ortiz         |

## Ban huấn luyện hiện tại
- Huấn luyện viên: Fernando Rosa
- Trợ lý kỹ thuật: Pablo Sanguinetti
- Đại biểu trưởng: Kevork Kouyoumdjian

## Thành tích
- Thành tích tốt nhất tại Giải vô địch bóng đá bãi biển thế giới: Á quân
  - 2006
- Thành tích tốt nhất tại Giải vô địch bóng đá bãi biển CONCACAF và CONMEBOL: Á quân
  - 2005, 2007
- Thành tích tốt nhất tại Giải vô địch bóng đá bãi biển Nam Mỹ: Á quân
  - 2006, 2009
- Thành tích tốt nhất tại Mundialito de Futebol de Praia: Hạng ba
  - 1999
- Thành tích tốt nhất tại Copa Latina: Vô địch
  - 2011